# سالواتور روزا

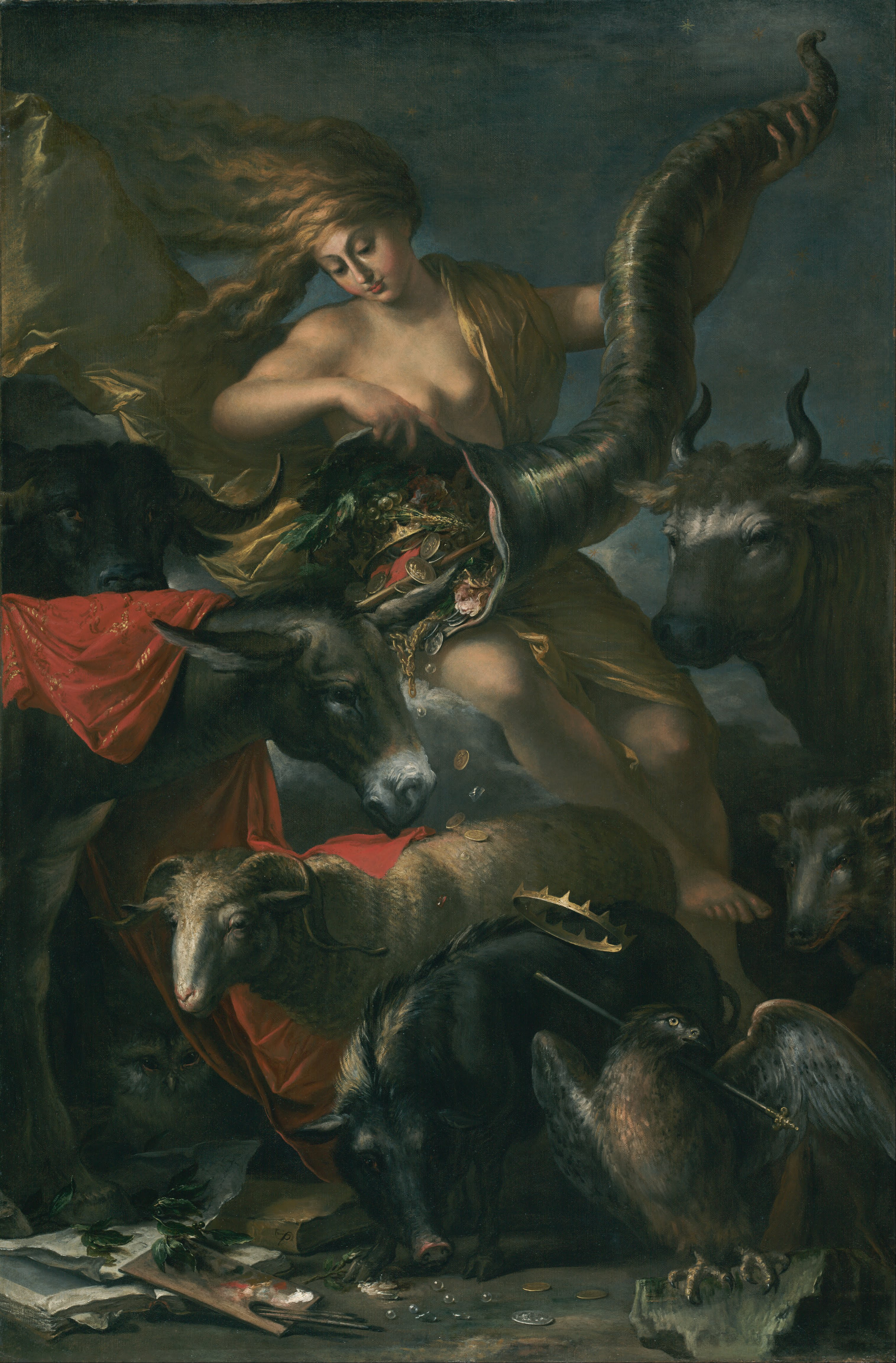
تمثیل ثروت، نام اثری از سالواتور روزا است. اثر، الههٔ شانش را در حال خالی‌کردن جواهرات، سکه‌های طلا و نقره، مروارید، گل‌های رُز و شاخه‌های انگور از شاخ نعمت بر سر الاغی با شال قرمز (نماد مقام پاپ) را به تصویر کشیده‌است. کشیدن این اثر برای نقاش مشکل‌ساز شد و تا مرز دستگیری به جرم «اهانت به مقام شامخ روحانیت» پیش رفت. این اثر اکنون در مالکیت مرکز گتی قرار دارد.

سالواتور روزا (به ایتالیایی: Salvator Rosa) ، (زاده ۲۰ ژوئن یا ۲۱ ژوئیه ۱۶۱۵ – درگذشته ۱۵ مارس ۱۶۷۳) نقاش سبک باروک،شاعر و چاپگر دستی اهل ایتالیا بود که در ناپل،رم و فلورانس فعالیت می‌کرد.

## نگارخانه

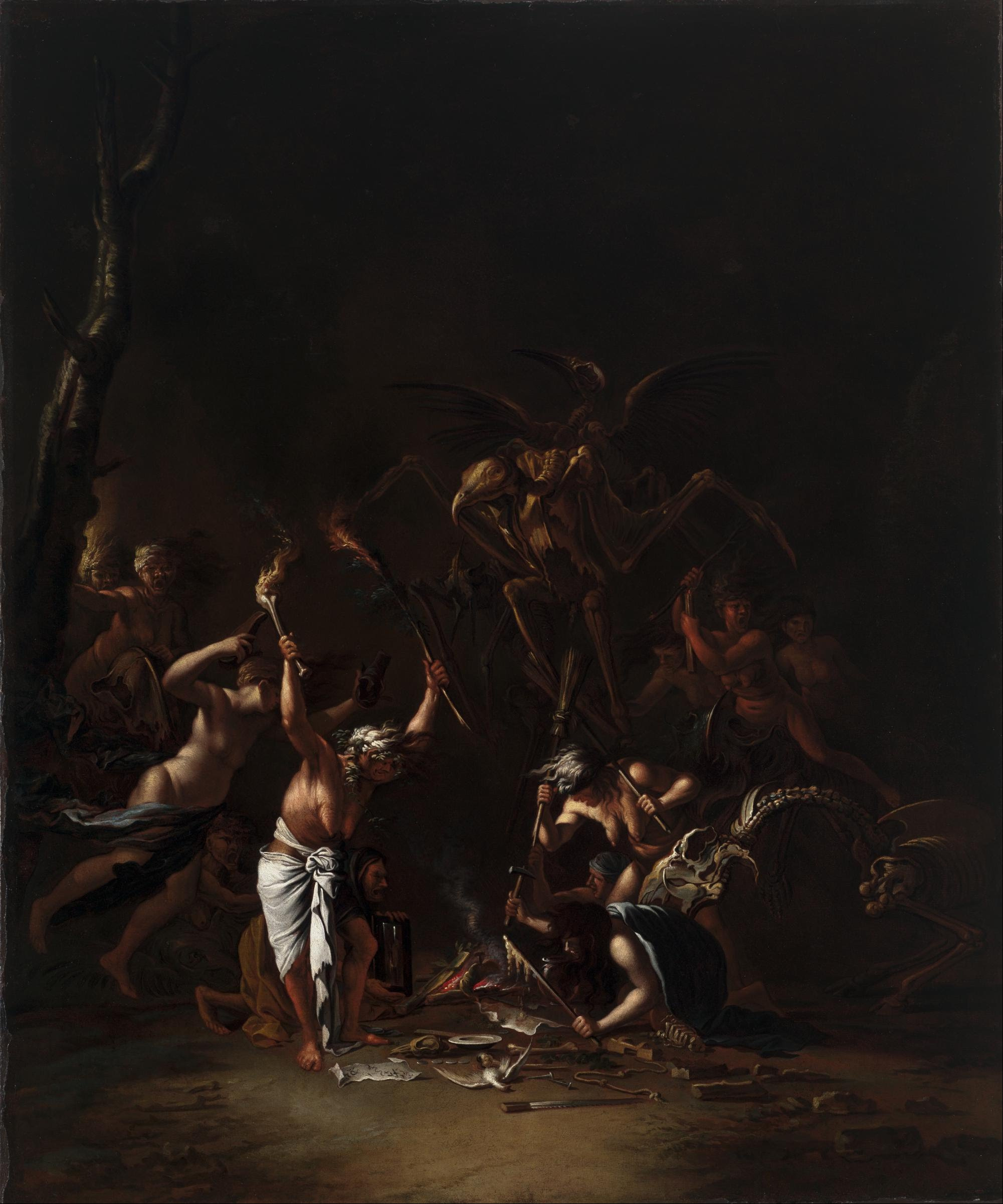
بَزم جادُوان بین ۱۶۳۵ تا ۱۶۵۴ م. موزه هنرهای زیبای هیوستون
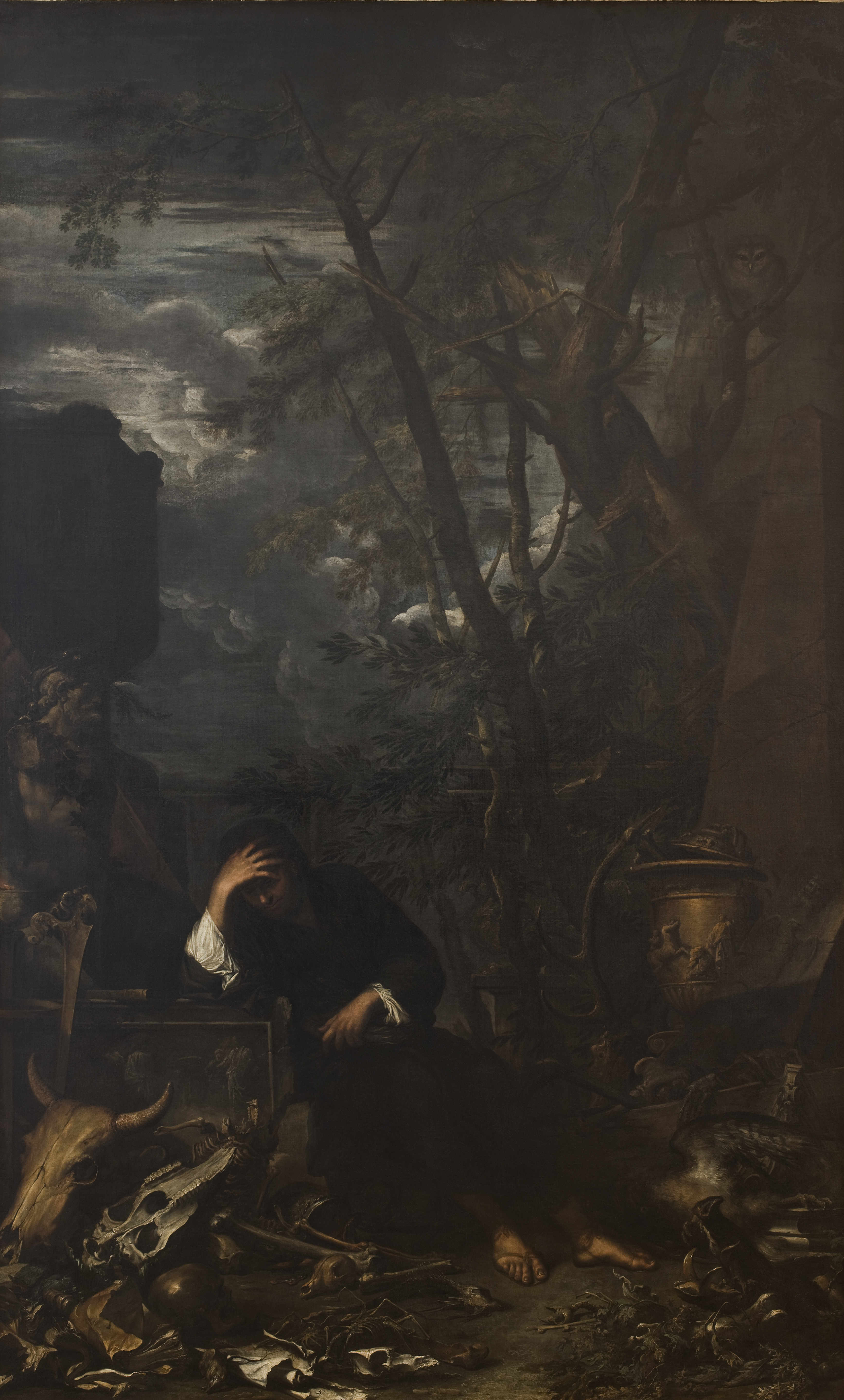
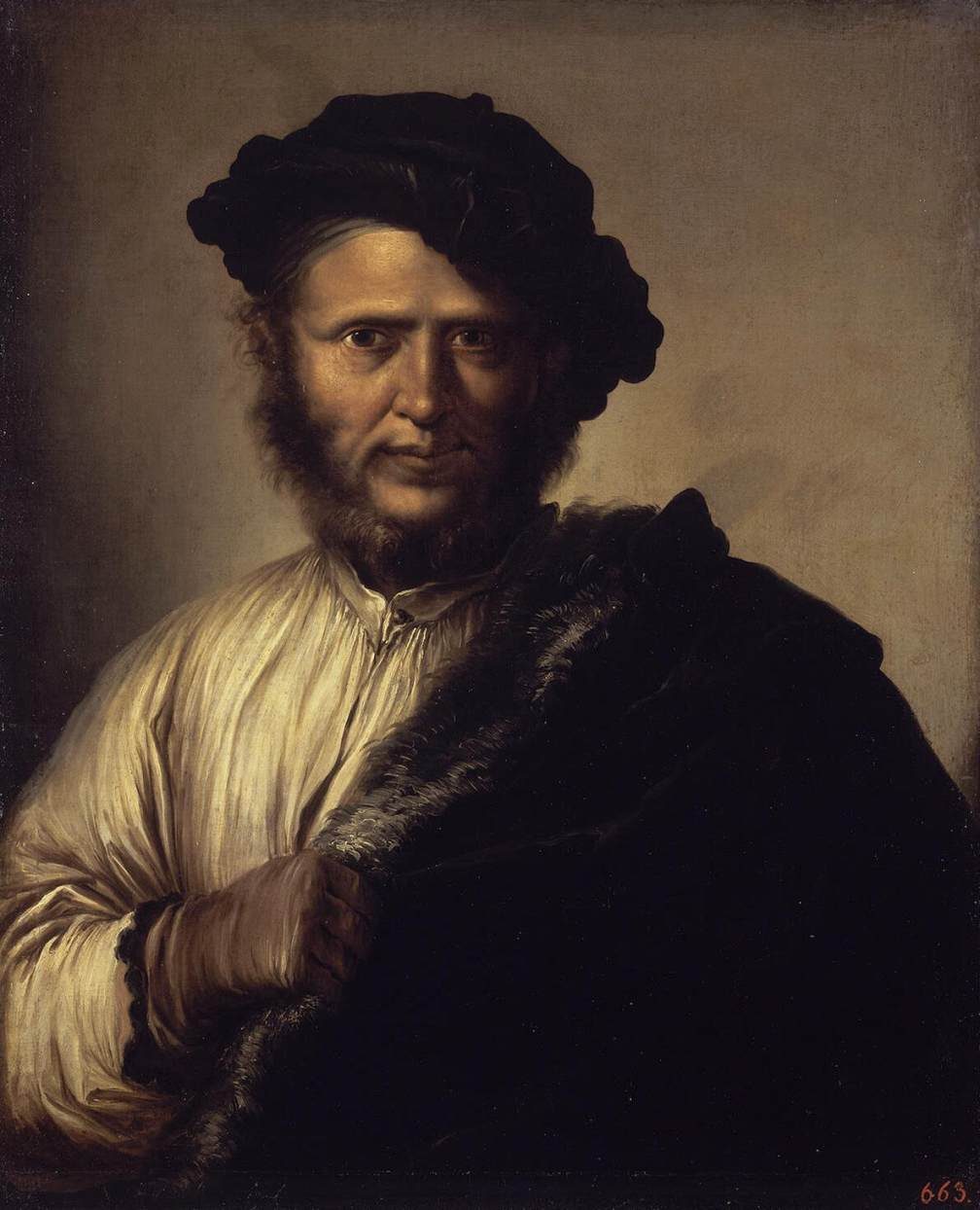
چهرهٔ یک مرد
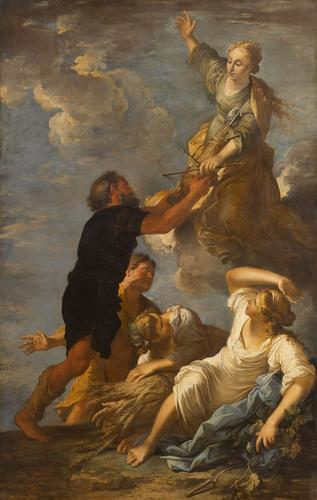
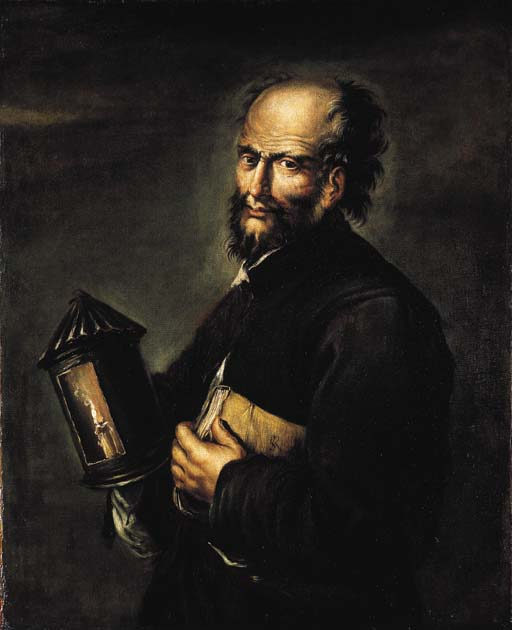
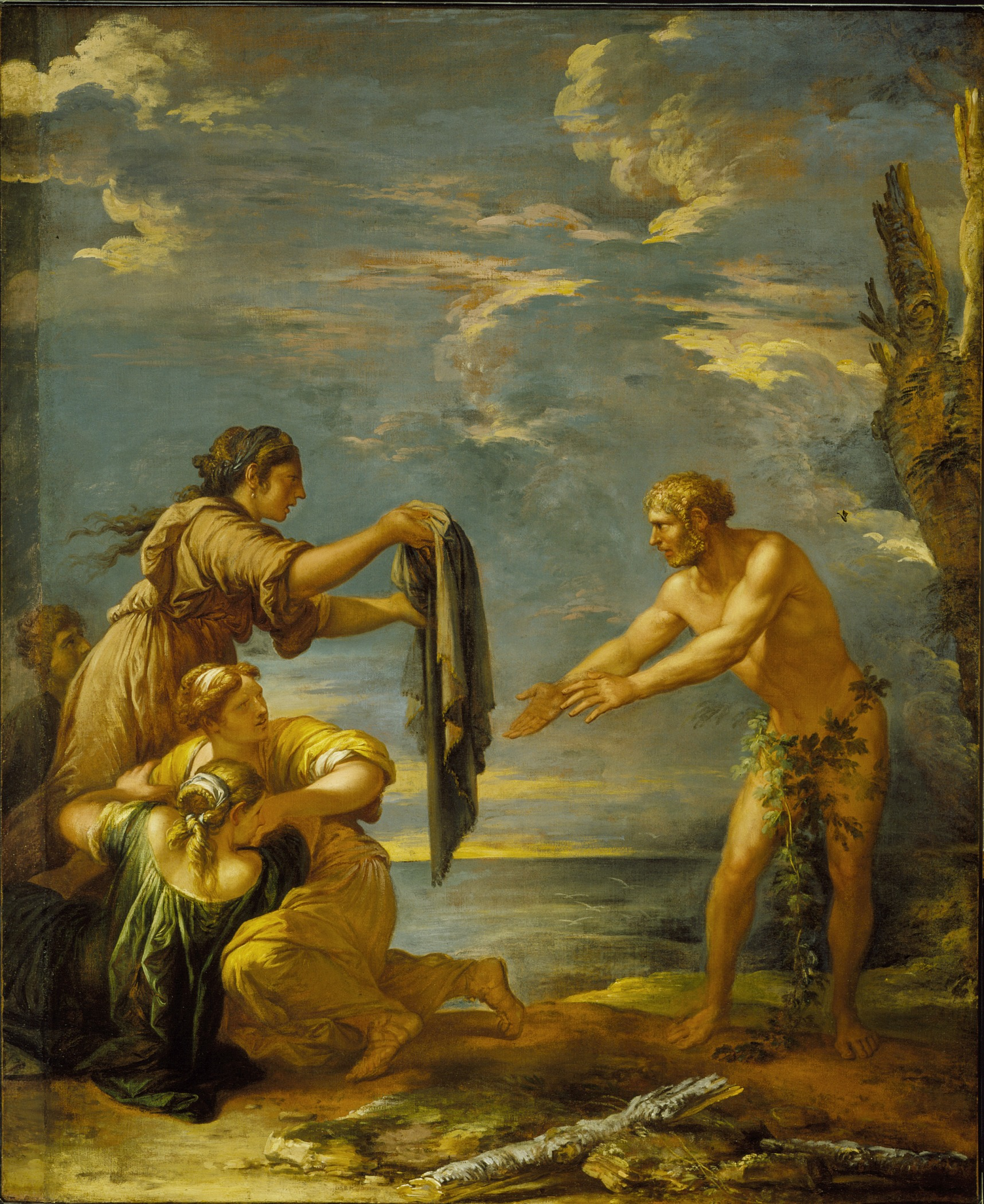
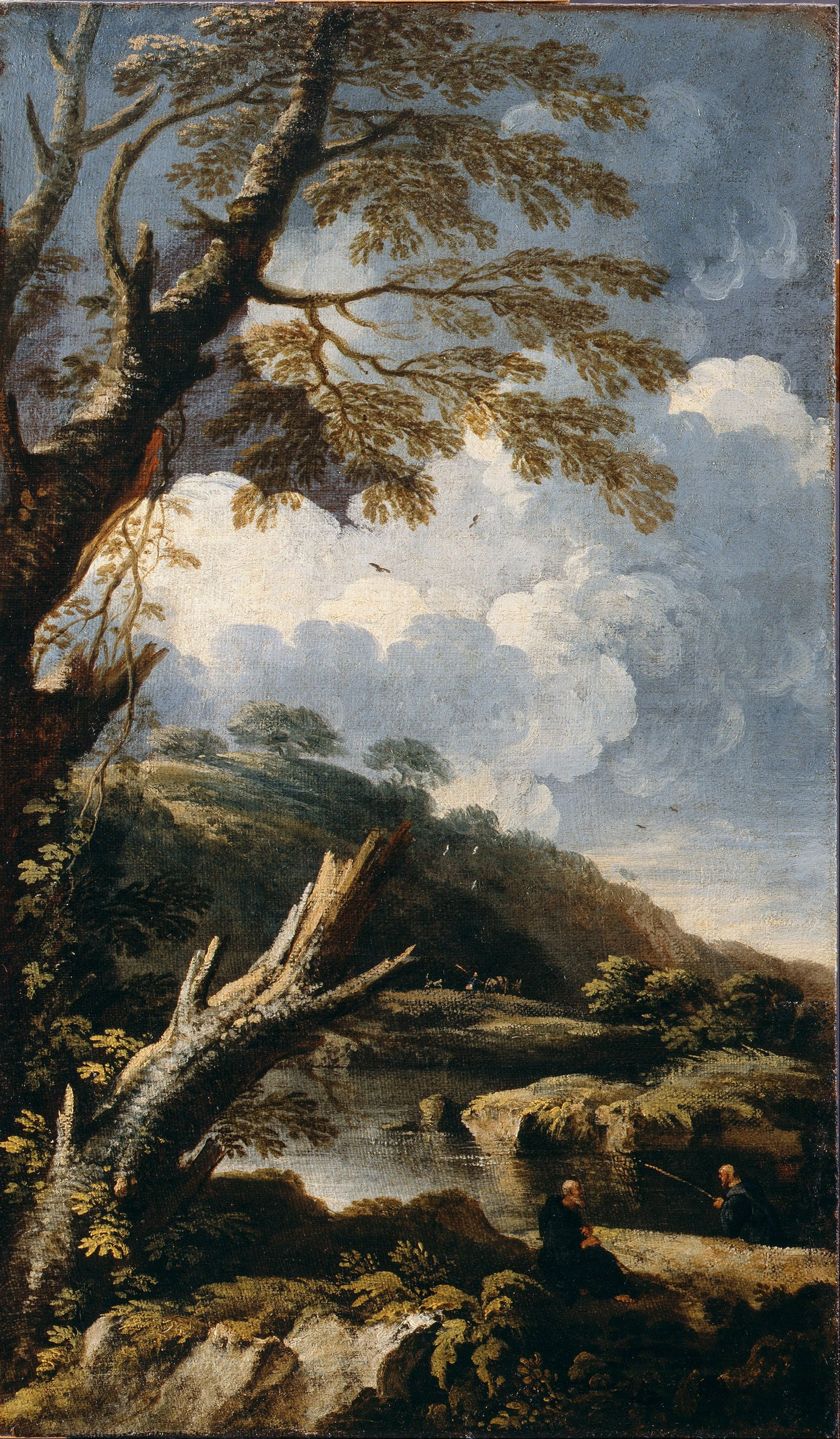
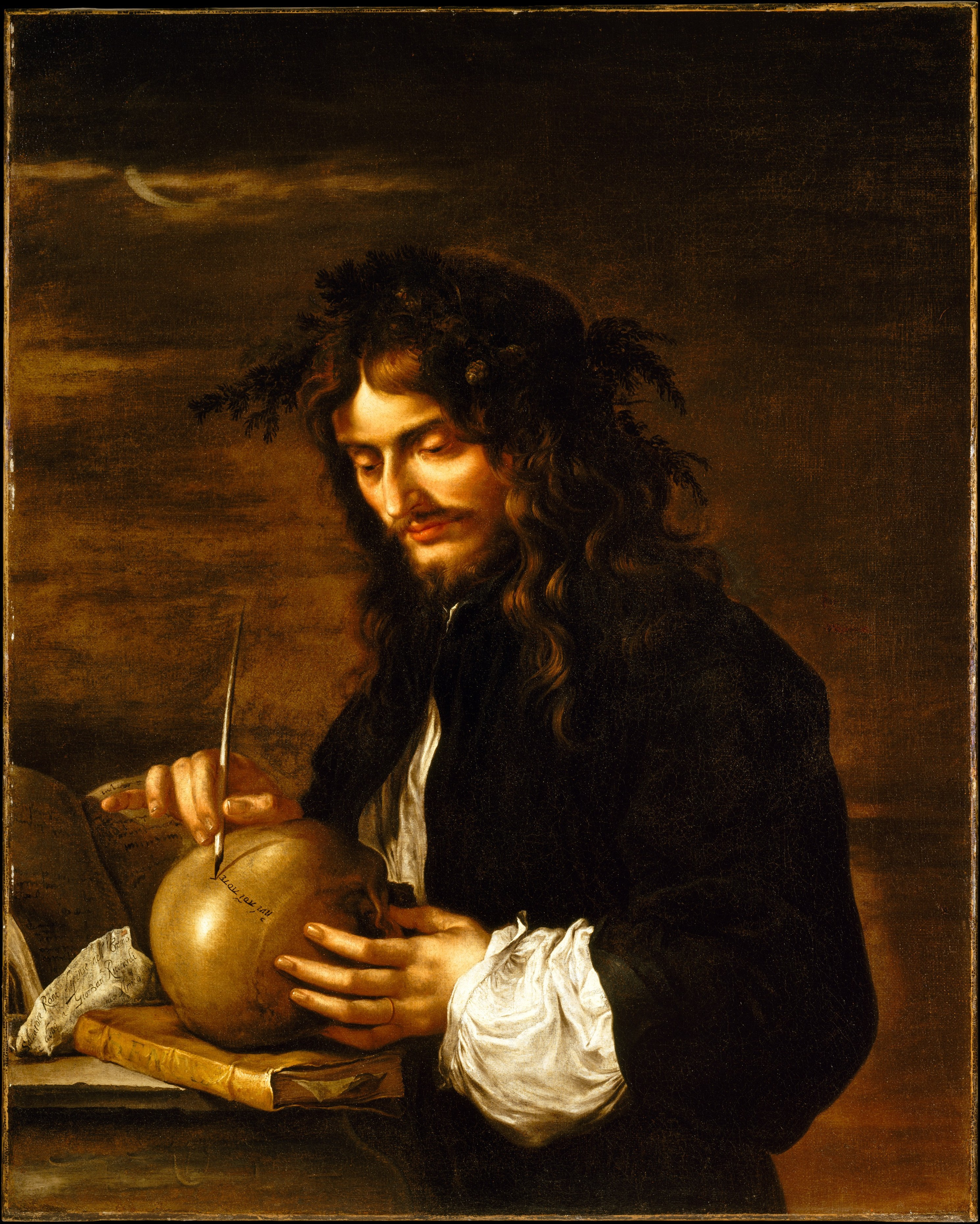
دههٔ ۱۶۴۰ م.
موزه ارمیتاژ